# Kap Dawydow
Kap Dawydow (russisch Мыс Давыдова Mys Dawydowa) ist ein Eiskap an der ostantarktischen Georg-V.-Küste. Es liegt auf der Ostseite der Mawson-Halbinsel.
Luftaufnahmen entstanden bei der US-amerikanischen Operation Highjump (1946–1947) und 1956 bei einer sowjetischen Antarktisexpedition. Wissenschaftler letzterer Forschungsreise benannten das Kap nach dem russischen Arktisforscher Boris Dawydow (1883–1925).